# Сторновейский чёрный пудинг
Сторновейский чёрный пудинг (англ. Stornoway black pudding) — шотландское национальное блюдо, один из вариантов британских чёрных пудингов, рецепт которого является традиционным для Внешних Гебридских островов и крупнейшего города региона — Сторновея. Главным отличием от родственной ему кровяной колбасы является значительное добавление в мясную начинку овсяной крупы.

## История
Британские чёрные пудинги, являющиеся по сути кровяной колбасой, но с добавлением в фарш злаков или гречки, имеют богатую и интересную историю, насчитывающую тысячи лет. В первый раз описание блюда появилось в литературе в 800 году до н. э., когда оно было неоднократно упомянуто в поэме Гомера «Одиссея»: 
Как на огне, разгоревшемся ярко, ворочают полный
Жиром и кровью желудок туда и сюда, чтоб отвсюду
Мог быть он сочно и вкусно обжарен, огнем не прижжённый…

или

Козьи желудки лежат там на угольях; сами на ужин
Их для себя отложили мы, жиром и кровью наливши…
Чёрный пудинг не был, как иногда считается, пищей для бедных. Например, он всегда присутствовал на столе Генриха VIII. В XVII веке употребление чёрного пудинга было на грани запрета, многие христианские учёные-теологи полагали, что его нельзя есть вообще. Буквально в центре дебатов о кровяной колбасе оказался учёный Исаак Ньютон, который был ярым противником использования её в пище человека. Тем не менее, уже почти два века во всей Великобритании и, тем более, в Шотландии чёрный пудинг является важным компонентом полного традиционного завтрака. Журналистами Guardian сторновейский чёрный пудинг был назван лучшей колбасой Великобритании. Сравнивая её с испанской морсильей и её региональными вариантами (из свиной крови, риса, лука и красного перца), французским буден нуаром (фр. Boudin noir), в котором к классическим ингредиентам добавляются коньяк и сливки; немецким бладболленом (нем. Bloodballen), поклонники сторновейского чёрного пудинга находят в его крупной рассыпчатой текстуре и глубоком перечном вкусе неоспоримые и окончательные преимущества.

## Технология производства
Согласно спецификации, на основании которой в 2006 году Европейской комиссией сторновейскому чёрному пудингу был присвоен статус PGI (Защита по географическому происхождению), блюдо должно обладать следующими характеристиками. Продукт имеет насыщенные, от красновато-коричневого до тёмно-коричневого цвета (в зависимости от местной рецептуры). Диапазон весовых долей составляющих должен находиться в следующих пределах: говяжий ливер (нутряное сало, сетка) 37—50 %; овсяное зерно 16—20 %; лук 15—18 %; кровь овцы, коровы, свиньи 12—26 % (в каждой партии должна использоваться кровь только одного вида); соль 0,6—2 %; перец 0,4—2 %, вода с остатками засохшей крови — оставшиеся доли. Для формации используются искусственные оболочки из целлюлозы (органическое соединение). Природные оболочки могут быть также использованы в масштабах кустарных производств (кишечники овцы, коровы, свиньи). Кроме соли и перца никакие другие приправы не допускаются, блюдо не должно содержать искусственных красителей, ароматизаторов, консервантов. Говяжий нутряной жир получают путём его соскоба от ненужной соединительной ткани кусками 15—20 см. Полуфабрикат разрезают на мелкие части размером 1—5 миллиметров, используя механический резак. Процесс контролируется высококвалифицированным специалистом-мясником. Изделие производится диаметром 7,6 или 10,2 сантиметра в форме цилиндрической колбаски длиной от 18 до 50 сантиметров и весом от 0,5 кг до 1,36 кг. Допустимы другие размеры и формы, например, петля или круг. Срез влажный и твёрдый, с ощутимыми, но небольшими частицами жира. Овсяное зерно, выращенное здесь же, в Шотландии, дополнительно придаёт блюду качественную жёсткую текстуру. Продукт должен хорошо сохранять форму при любом способе приготовления. После термической обработки он становится почти чёрным, при разрезании легко распадается, но не крошится. Вкус мяса влажный, насыщенный, пикантный, но не пряный. Послевкусие чистое, без сальных ощущений.